# Kantatie 41
La Kantatie 41 (in svedese Stamväg 41) è una strada principale finlandese. Ha inizio a Aura e si dirige verso nord, dove si conclude dopo 61 km nei pressi del Huittinen.

## Percorso
La Kantatie 41 attraversa i comune di Pöytyä (Auvainen e Riihikoski), Oripää, Loimaa e Säkylä.

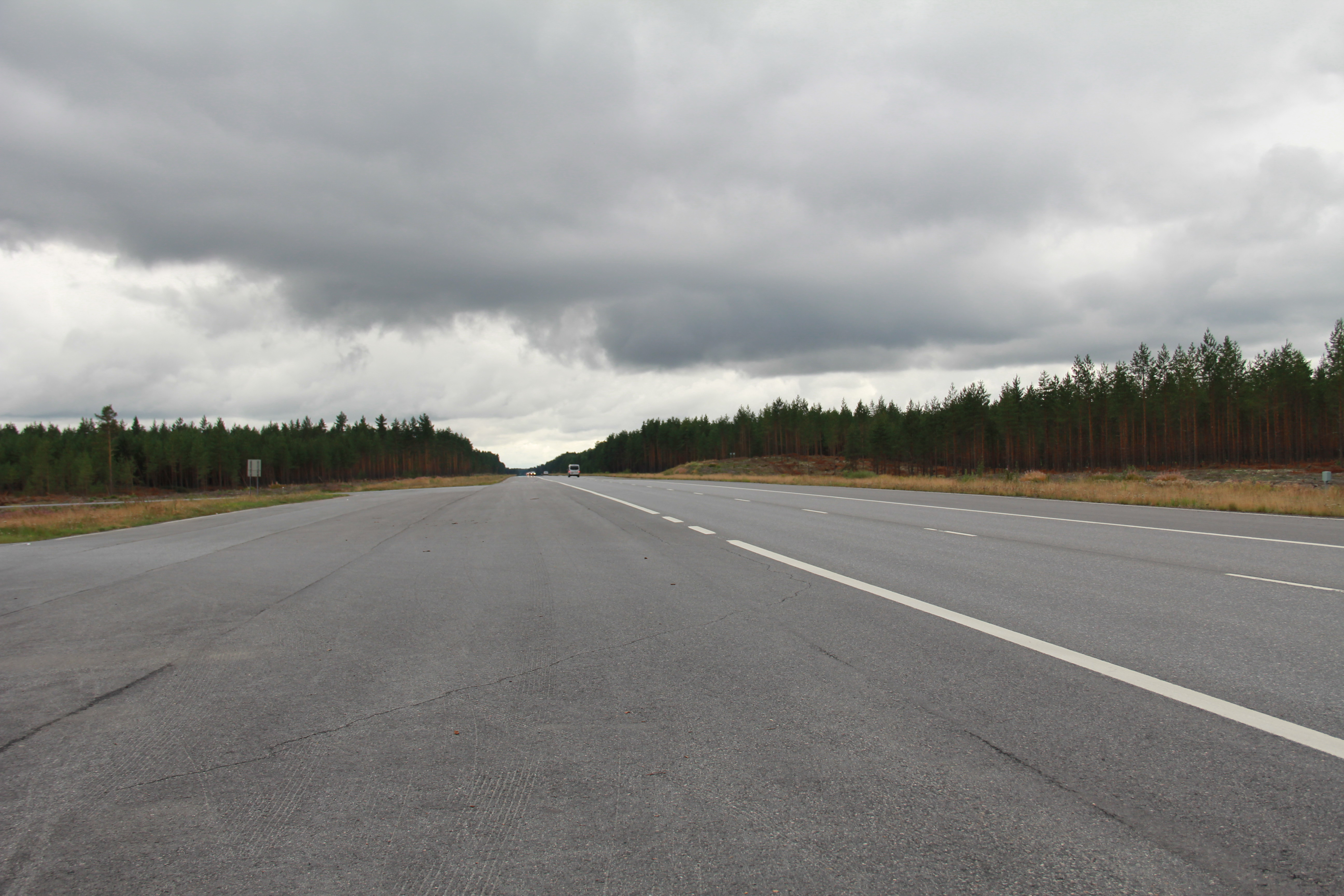
La Kantatie 41 nei pressi di Virtaa, Loimaa